# أنخيل غارسيا (لاعب كرة سلة)
أنخيل غارسيا (8 ديسمبر 1941 - ) هو لاعب كرة سلة بورتوريكي في مركز هجوم صغير الجسم، شارك في الألعاب الأولمبية الصيفية 1964. ولعب مع Leones de Ponce (basketball) ‏.

## وصلات خارجية
- أنخيل غارسيا على موقع سبورتس رفرنس (الإنجليزية)
- أنخيل غارسيا على موقع أوليمبيديا (الإنجليزية)